# Administrativní dělení Spojeného království

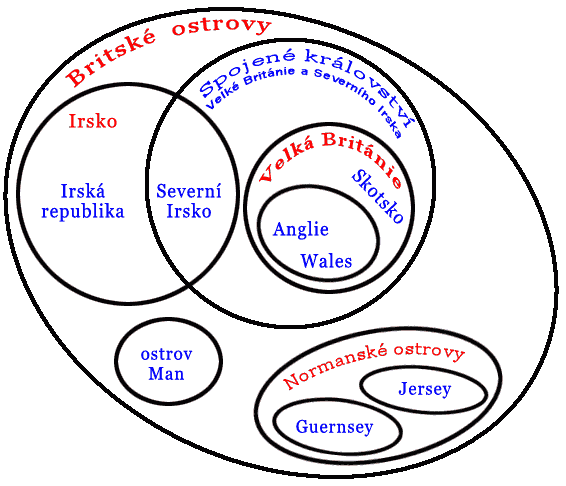
Vysvětlení pojmů.

Spojené království Velké Británie a Severního Irska tvoří čtyři země: Anglie, Skotsko, Wales a Severní Irsko. Pod suverenitu britské koruny dále patří korunní závislá území, která ale nejsou součástí Spojeného království. Jsou to Ostrov Man, Jersey a Guernsey.
Spojené království má dále čtrnáct zámořských území po celém světě, což jsou poslední zbytky někdejšího Britského impéria. Ani zámořská území se nepovažují za součást Spojeného království, ale za závislá území.

## Země Spojeného království

Země Spojeného království

Spojené království tvoří čtyři země (anglicky constituent countries) – Anglie, Severní Irsko, Skotsko a Wales. S výjimkou Anglie, která je spravována přímo centrálními institucemi Spojeného království, se ostatní tři země těší různé míře autonomie. Mimo Anglii, která má velice komplikovaný čtyřstupňový systém správního členění, mají ostatní tři země podstatně jednodušší dvoustupňový systém.

## Korunní závislá území
Britská koruna má dále suverenitu nad tzv. korunními dependencemi, jimiž jsou Ostrov Man, Jersey a Guernsey. Tyto země patří britskému panovníkovi, nejsou však považovány za součást Spojeného království ani Evropské unie. Britský parlament má ovšem právo vydávat zákony pro dependence a britská vláda spravuje jejich zahraniční vztahy a obranu.

## Zámořská území

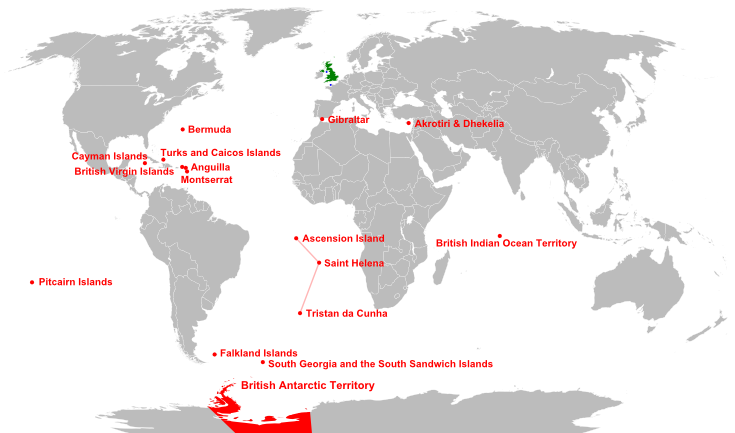
Lokalizace britských zámořských území ve světě

Spojené království má dále čtrnáct zámořských území (anglicky British Overseas Territories) po celém světě, což jsou poslední zbytky někdejšího Britského impéria. Ani zámořská území se nepovažují za součást Spojeného království, ale ve většině případů mají jejich obyvatelé britské občanství a právo bydlet ve Spojeném království (platí od roku 2002). Britskými zámořskými teritorii jsou v současnosti: 
- Anguilla
- Bermudy
- Britské antarktické území
- Britské indickooceánské území
- Britské Panenské ostrovy
- Falklandy
- Gibraltar
- Jižní Georgie a Jižní Sandwichovy ostrovy
- Kajmanské ostrovy
- suverénní vojenské základny na Kypru Akrotiri a Dekelia
- Montserrat
- Pitcairnovy ostrovy
- Svatá Helena, Ascension a Tristan da Cunha
- Turks a Caicos.